# Indicatifs régionaux 513 et 283

Carte de l'État de l'Ohio avec les territoires de ses indicatifs régionaux. L'indicatif régional 513 est au sud-ouest de l'État.

L'indicatif régional 513 est l'indicatif téléphonique régional qui dessert la ville de Cincinnati et ses banlieues au sud-ouest de l'État de l'Ohio aux États-Unis.
La carte ci-contre indique le territoire couvert par l'indicatif 513 au sud-ouest de l'État.
L'indicatif régional 513 fait partie du Plan de numérotation nord-américain.

## Principales villes desservies par l'indicatif
L'indicatif dessert la ville de Cincinnati et ses banlieues, incluant :
- Forest Park
- Hamilton
- Lebanon
- West Chester
- Mason
- Middletown
- Norwood
- Oxford
- Harrison
- Cleves
- Miamitown
- Trenton

## Source
- (en) Cet article est partiellement ou en totalité issu de l’article de Wikipédia en anglais intitulé « Area code 513 » (voir la liste des auteurs).